# 翁万达墓
翁万达墓，位于中国广东省梅州市大埔县三河汇城，为梅州市大埔县的一个县级文物保护单位，类型为古墓葬，公布时间为1985年4月。
翁万达墓的历史年代为明代。